# Udrih
Udrih je priimek več znanih Slovencev:
- Beno Udrih (*1982), košarkar
- Ines Udrih (*1979), odbojkarica
- Samo Udrih (*1979), košarkar